# Paradidymocentrus parterufipennis
Paradidymocentrus parterufipennis är en skalbaggsart som beskrevs av Stefan von Breuning 1956. Paradidymocentrus parterufipennis ingår i släktet Paradidymocentrus och familjen långhorningar. Inga underarter finns listade i Catalogue of Life.